# Ángel Rodrigo Romero
Ángel Rodrigo Romero Villamayor (Fernando de la Mora, 4 luglio 1992) è un calciatore paraguaiano, attaccante del Corinthians e della nazionale paraguaiana.

## Biografia
Anche suo fratello gemello Óscar è un calciatore.

## Carriera

### Club

#### Cerro Porteño
Ha giocato nella massima serie paraguaiana con il Cerro Porteño.

#### Corinthians
Il 5 maggio 2014, Corinthians ha annunciato la firma di Romero per 5 stagioni, la transazione è andata a $ 3 milioni Il 23 luglio 2014, ha segnato il suo primo gol per Cori in una partita di Copa do Brasil contro il Bahia.
Romero è arrivato al Corinthians nel 2014 ed è rimasto fino al 2018. Ha difeso il Corinthians in 222 partite, con 38 gol. Ha vinto i titoli del Campeonato Paulista (2017 e 2018) e del Campeonato Brasileiro (2015 e 2017). Il paraguaiano è il secondo capocannoniere della Neo Química Arena, con 27 gol segnati, solo tre dietro a Jô.

#### San Lorenzo
L'8 agosto 2019 ha firmato per tre stagioni con il San Lorenzo. Il 31 agosto, ha segnato il suo primo gol per il club, nella vittoria per 2-1 sull'Unión, in una partita valida per il campionato argentino. Il 28 agosto 2020 il club ha annunciato la risoluzione del contratto con l'atleta, in ottemperanza al fair play finanziario attuato dalla Lega Professionisti.

#### Cruz Azul
Il 2 febbraio 2022 è stato annunciato da Cruz Azul, con un contratto valido fino a dicembre 2022.

### Nazionale
Ha esordito con la Nazionale paraguaiana nel 2013.

## Statistiche

### Presenze e reti nei club
Statistiche aggiornate al 12 dicembre 2024.
| Stagione             | Squadra              | Campionato           | Campionato | Campionato | Coppe nazionali | Coppe nazionali | Coppe nazionali | Coppe continentali | Coppe continentali | Coppe continentali | Altre coppe | Altre coppe | Altre coppe | Totale | Totale |
| Stagione             | Squadra              | Comp                 | Pres       | Reti       | Comp            | Pres            | Reti            | Comp               | Pres               | Reti               | Comp        | Pres        | Reti        | Pres   | Reti   |
| -------------------- | -------------------- | -------------------- | ---------- | ---------- | --------------- | --------------- | --------------- | ------------------ | ------------------ | ------------------ | ----------- | ----------- | ----------- | ------ | ------ |
| 2011                 | Cerro Porteño        | DP                   | 6          | 1          |                 | -               | -               |                    | -                  | -                  |             | -           | -           | 6      | 1      |
| 2012                 | Cerro Porteño        | DP                   | 9          | 3          |                 | -               | -               |                    | -                  | -                  |             | -           | -           | 9      | 3      |
| 2013                 | Cerro Porteño        | DP                   | 42         | 15         |                 | -               | -               | CL+CS              | 2+2                | 0+0                |             | -           | -           | 46     | 15     |
| gen-giu 2014         | Cerro Porteño        | DP                   | 12         | 11         |                 | -               | -               | CL                 | 7                  | 1                  |             | -           | -           | 19     | 12     |
| Totale Cerro Porteño | Totale Cerro Porteño | Totale Cerro Porteño | 69         | 30         |                 | -               | -               |                    | 11                 | 1                  |             | -           | -           | 80     | 31     |
| giu-dic 2014         | Corinthians          | A                    | 21         | 0          | CB              | 5               | 1               |                    | -                  | -                  |             | -           | -           | 26     | 1      |
| 2015                 | Corinthians          | A1/CP+A              | 4+12       | 0+3        | CB              | 1               | 1               | CL                 | 0                  | 0                  |             | -           | -           | 17     | 4      |
| 2016                 | Corinthians          | A1/CP+A              | 17+27      | 5+5        | CB              | 3               | 1               | CL                 | 6                  | 2                  |             | -           | -           | 53     | 13     |
| 2017                 | Corinthians          | A1/CP+A              | 15+30      | 2+3        | CB              | 5               | 1               | CS                 | 5                  | 0                  |             | -           | -           | 55     | 6      |
| 2018                 | Corinthians          | A1/CP+A              | 15+27      | 1+6        | CB              | 8               | 3               | CL                 | 8                  | 1                  |             | -           | -           | 56     | 11     |
| 2019-2020            | San Lorenzo          | SL                   | 20         | 4          | CSL             | 1               | 0               |                    | -                  | -                  |             | -           | -           | 21     | 4      |
| gen-ago 2021         | San Lorenzo          | LP                   | 5          | 0          | CA+CM+CLP       | 2+8+12          | 0+4+2           | CL+CS              | 4+3                | 3+0                |             | -           | -           | 34     | 9      |
| Totale San Lorenzo   | Totale San Lorenzo   | Totale San Lorenzo   | 25         | 4          |                 | 23              | 6               |                    | 7                  | 3                  |             | -           | -           | 55     | 13     |
| feb-giu 2022         | Cruz Azul            | C                    | 15         | 1          |                 | -               | -               | CCL                | 5                  | 1                  | SLMX        | 1           | 1           | 21     | 3      |
| ago-dic 2022         | Cruz Azul            | A                    | 18         | 2          |                 | -               | -               |                    | -                  | -                  |             | -           | -           | 18     | 2      |
| Totale Cruz Azul     | Totale Cruz Azul     | Totale Cruz Azul     | 33         | 3          |                 | -               | -               |                    | 5                  | 1                  |             | 1           | 1           | 39     | 5      |
| 2023                 | Corinthians          | A1/CP+A              | 9+22       | 0+8        | CB              | 0               | 0               | CL+CS              | 4+7                | 0+0                |             | -           | -           | 42     | 8      |
| 2024                 | Corinthians          | A1/CP+A              | 11+28      | 3+5        | CB              | 10              | 3               | CS                 | 10                 | 3                  |             | -           | -           | 59     | 14     |
| Totale Corinthians   | Totale Corinthians   | Totale Corinthians   | 238        | 41         |                 | 32              | 10              |                    | 40                 | 6                  |             | -           | -           | 308    | 57     |
| Totale carriera      | Totale carriera      | Totale carriera      | 365        | 78         |                 | 55              | 16              |                    | 63                 | 11                 |             | 1           | 1           | 482    | 106    |

### Cronologia delle presenze e reti in nazionale
| Cronologia completa delle presenze e delle reti in nazionale ― Paraguay | Cronologia completa delle presenze e delle reti in nazionale ― Paraguay | Cronologia completa delle presenze e delle reti in nazionale ― Paraguay | Cronologia completa delle presenze e delle reti in nazionale ― Paraguay | Cronologia completa delle presenze e delle reti in nazionale ― Paraguay | Cronologia completa delle presenze e delle reti in nazionale ― Paraguay | Cronologia completa delle presenze e delle reti in nazionale ― Paraguay | Cronologia completa delle presenze e delle reti in nazionale ― Paraguay |
| Data                                                                    | Città                                                                   | In casa                                                                 | Risultato                                                               | Ospiti                                                                  | Competizione                                                            | Reti                                                                    | Note                                                                    |
| ----------------------------------------------------------------------- | ----------------------------------------------------------------------- | ----------------------------------------------------------------------- | ----------------------------------------------------------------------- | ----------------------------------------------------------------------- | ----------------------------------------------------------------------- | ----------------------------------------------------------------------- | ----------------------------------------------------------------------- |
| 7-9-2013                                                                | Asunción                                                                | Paraguay                                                                | 4 – 0                                                                   | Bolivia                                                                 | Qual. Mondiali 2014                                                     | -                                                                       | 65’                                                                     |
| 15-11-2014                                                              | Luque                                                                   | Paraguay                                                                | 2 – 1                                                                   | Perù                                                                    | Amichevole                                                              | 1                                                                       | 46’                                                                     |
| 19-11-2014                                                              | Lima                                                                    | Perù                                                                    | 2 – 1                                                                   | Paraguay                                                                | Amichevole                                                              | -                                                                       | 67’                                                                     |
| 7-9-2016                                                                | Montevideo                                                              | Uruguay                                                                 | 4 – 0                                                                   | Paraguay                                                                | Qual. Mondiali 2018                                                     | -                                                                       |                                                                         |
| 11-10-2016                                                              | Córdoba                                                                 | Argentina                                                               | 0 – 1                                                                   | Paraguay                                                                | Qual. Mondiali 2018                                                     | -                                                                       | 68’                                                                     |
| 11-11-2016                                                              | Asunción                                                                | Paraguay                                                                | 1 – 4                                                                   | Perù                                                                    | Qual. Mondiali 2018                                                     | -                                                                       |                                                                         |
| 14-11-2016                                                              | La Paz                                                                  | Bolivia                                                                 | 1 – 0                                                                   | Paraguay                                                                | Qual. Mondiali 2018                                                     | -                                                                       | 70’                                                                     |
| 29-3-2017                                                               | San Paolo                                                               | Brasile                                                                 | 3 – 0                                                                   | Paraguay                                                                | Amichevole                                                              | -                                                                       | 77’                                                                     |
| 8-6-2017                                                                | Trujillo                                                                | Perù                                                                    | 1 – 0                                                                   | Paraguay                                                                | Amichevole                                                              | -                                                                       | 68’                                                                     |
| 5-9-2017                                                                | Asunción                                                                | Paraguay                                                                | 1 – 2                                                                   | Uruguay                                                                 | Qual. Mondiali 2018                                                     | 1                                                                       |                                                                         |
| 5-10-2017                                                               | Barranquilla                                                            | Colombia                                                                | 1 – 2                                                                   | Paraguay                                                                | Qual. Mondiali 2018                                                     | -                                                                       |                                                                         |
| 10-10-2017                                                              | Asunción                                                                | Paraguay                                                                | 0 – 1                                                                   | Venezuela                                                               | Qual. Mondiali 2018                                                     | -                                                                       |                                                                         |
| 12-6-2018                                                               | Innsbruck                                                               | Giappone                                                                | 4 – 2                                                                   | Paraguay                                                                | Amichevole                                                              | -                                                                       | 59’                                                                     |
| 20-11-2018                                                              | Durban                                                                  | Sudafrica                                                               | 1 – 1                                                                   | Paraguay                                                                | Amichevole                                                              | -                                                                       | 78’                                                                     |
| 6-6-2019                                                                | Asunción                                                                | Paraguay                                                                | 1 – 1                                                                   | Honduras                                                                | Amichevole                                                              | -                                                                       | 83’                                                                     |
| 5-9-2019                                                                | Kashima                                                                 | Giappone                                                                | 2 – 0                                                                   | Paraguay                                                                | Amichevole                                                              | -                                                                       | 64’                                                                     |
| 10-9-2019                                                               | Amman                                                                   | Giordania                                                               | 2 – 4                                                                   | Paraguay                                                                | Amichevole                                                              | -                                                                       |                                                                         |
| 13-10-2019                                                              | Bratislava                                                              | Slovacchia                                                              | 1 – 1                                                                   | Paraguay                                                                | Amichevole                                                              | -                                                                       | 69’                                                                     |
| 14-11-2019                                                              | Sofia                                                                   | Bulgaria                                                                | 0 – 1                                                                   | Paraguay                                                                | Amichevole                                                              | -                                                                       | 73’                                                                     |
| 19-11-2019                                                              | Riad                                                                    | Arabia Saudita                                                          | 0 – 0                                                                   | Paraguay                                                                | Amichevole                                                              | -                                                                       | 86’                                                                     |
| 8-10-2020                                                               | Asunción                                                                | Paraguay                                                                | 2 – 2                                                                   | Perù                                                                    | Qual. Mondiali 2022                                                     | 2                                                                       | 63’                                                                     |
| 13-10-2020                                                              | Mérida                                                                  | Venezuela                                                               | 0 – 1                                                                   | Paraguay                                                                | Qual. Mondiali 2022                                                     | -                                                                       | 87’                                                                     |
| 13-11-2020                                                              | Buenos Aires                                                            | Argentina                                                               | 1 – 1                                                                   | Paraguay                                                                | Qual. Mondiali 2022                                                     | 1                                                                       | 86’                                                                     |
| 17-11-2020                                                              | Asunción                                                                | Paraguay                                                                | 2 – 2                                                                   | Bolivia                                                                 | Qual. Mondiali 2022                                                     | 1                                                                       |                                                                         |
| 3-6-2021                                                                | Montevideo                                                              | Uruguay                                                                 | 0 – 0                                                                   | Paraguay                                                                | Qual. Mondiali 2022                                                     | -                                                                       | 79’                                                                     |
| 8-6-2021                                                                | Asunción                                                                | Paraguay                                                                | 0 – 2                                                                   | Brasile                                                                 | Qual. Mondiali 2022                                                     | -                                                                       | 80’                                                                     |
| 14-6-2021                                                               | Goiânia                                                                 | Paraguay                                                                | 3 – 1                                                                   | Bolivia                                                                 | Coppa America 2021 - 1º turno                                           | 2                                                                       |                                                                         |
| 21-6-2021                                                               | Brasilia                                                                | Argentina                                                               | 1 – 0                                                                   | Paraguay                                                                | Coppa America 2021 - 1º turno                                           | -                                                                       | 88’                                                                     |
| 24-6-2021                                                               | Brasilia                                                                | Cile                                                                    | 0 – 2                                                                   | Paraguay                                                                | Coppa America 2021 - 1º turno                                           | -                                                                       | 62’                                                                     |
| 28-6-2021                                                               | Rio de Janeiro                                                          | Uruguay                                                                 | 1 – 0                                                                   | Paraguay                                                                | Coppa America 2021 - 1º turno                                           | -                                                                       |                                                                         |
| 2-7-2021                                                                | Goiânia                                                                 | Perù                                                                    | 3 – 3 dts (4 – 3 dtr)                                                   | Paraguay                                                                | Coppa America 2021 - Quarti di finale                                   | -                                                                       |                                                                         |
| 2-9-2021                                                                | Quito                                                                   | Ecuador                                                                 | 2 – 0                                                                   | Paraguay                                                                | Qual. Mondiali 2022                                                     | -                                                                       |                                                                         |
| 5-9-2021                                                                | Asunción                                                                | Paraguay                                                                | 1 – 1                                                                   | Colombia                                                                | Qual. Mondiali 2022                                                     | -                                                                       |                                                                         |
| 9-9-2021                                                                | Asunción                                                                | Paraguay                                                                | 2 – 1                                                                   | Venezuela                                                               | Qual. Mondiali 2022                                                     | -                                                                       |                                                                         |
| 7-10-2021                                                               | Asunción                                                                | Paraguay                                                                | 0 – 0                                                                   | Argentina                                                               | Qual. Mondiali 2022                                                     | -                                                                       |                                                                         |
| 10-10-2021                                                              | Santiago del Cile                                                       | Cile                                                                    | 2 – 0                                                                   | Paraguay                                                                | Qual. Mondiali 2022                                                     | -                                                                       | 78’                                                                     |
| 14-10-2021                                                              | La Paz                                                                  | Bolivia                                                                 | 4 – 0                                                                   | Paraguay                                                                | Qual. Mondiali 2022                                                     | -                                                                       | 53’                                                                     |
| 11-11-2021                                                              | Asunción                                                                | Paraguay                                                                | 0 – 1                                                                   | Cile                                                                    | Qual. Mondiali 2022                                                     | -                                                                       | 73’                                                                     |
| 24-3-2022                                                               | Ciudad del Este                                                         | Paraguay                                                                | 3 – 1                                                                   | Ecuador                                                                 | Qual. Mondiali 2022                                                     | -                                                                       | 14’                                                                     |
| 29-3-2022                                                               | Lima                                                                    | Perù                                                                    | 2 – 0                                                                   | Paraguay                                                                | Qual. Mondiali 2022                                                     | -                                                                       | 79’                                                                     |
| 2-6-2022                                                                | Sapporo                                                                 | Giappone                                                                | 4 – 1                                                                   | Paraguay                                                                | Amichevole                                                              | -                                                                       | 66’                                                                     |
| 11-6-2024                                                               | Santiago del Cile                                                       | Cile                                                                    | 3 – 0                                                                   | Paraguay                                                                | Amichevole                                                              | -                                                                       | 71’                                                                     |
| 24-6-2024                                                               | Houston                                                                 | Colombia                                                                | 2 – 1                                                                   | Paraguay                                                                | Coppa America 2024 - 1º turno                                           | -                                                                       | 80’                                                                     |
| 2-7-2024                                                                | Austin                                                                  | Costa Rica                                                              | 2 – 1                                                                   | Paraguay                                                                | Coppa America 2024 - 1º turno                                           | -                                                                       | 46’                                                                     |
| 15-10-2024                                                              | Asunción                                                                | Paraguay                                                                | 2 – 1                                                                   | Venezuela                                                               | Qual. Mondiali 2026                                                     | -                                                                       | 46’                                                                     |
| 14-11-2024                                                              | Asunción                                                                | Paraguay                                                                | 2 – 1                                                                   | Argentina                                                               | Qual. Mondiali 2026                                                     | -                                                                       | 72’                                                                     |
| 20-3-2025                                                               | Asunción                                                                | Paraguay                                                                | 1 – 0                                                                   | Cile                                                                    | Qual. Mondiali 2026                                                     | -                                                                       | 86’                                                                     |
| 25-3-2025                                                               | Barranquilla                                                            | Colombia                                                                | 2 – 2                                                                   | Paraguay                                                                | Qual. Mondiali 2026                                                     | -                                                                       | 90+4’                                                                   |
| 5-6-2025                                                                | Asunción                                                                | Paraguay                                                                | 2 – 0                                                                   | Uruguay                                                                 | Qual. Mondiali 2026                                                     | -                                                                       | 89’                                                                     |
| 10-6-2025                                                               | San Paolo                                                               | Brasile                                                                 | 1 – 0                                                                   | Paraguay                                                                | Qual. Mondiali 2026                                                     | -                                                                       | 61’                                                                     |
| Totale                                                                  |                                                                         | Presenze                                                                | 50                                                                      |                                                                         | Reti                                                                    | 8                                                                       |                                                                         |

## Palmarès

### Club

#### Competizioni statali
- Campionato paulista: 1

Corinthians: 2017

#### Competizioni nazionali
- Campionato brasiliano: 2

Corinthians: 2015, 2017